# Communauté de communes du Vendômois rural

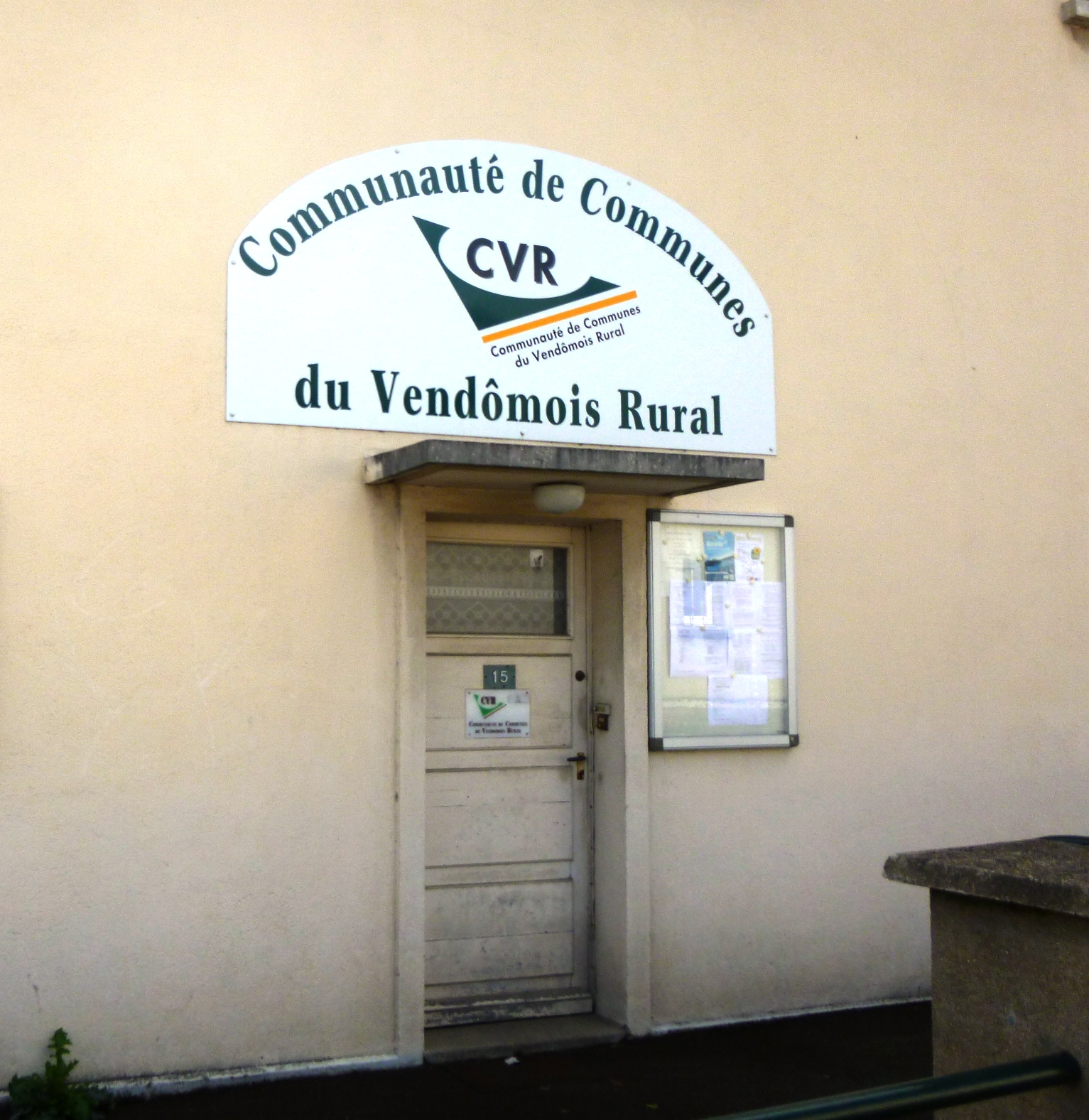
Bureaux de la CVR à Naveil

La Communauté de communes du Vendômois rural est une ancienne communauté de communes française, située dans le département de Loir-et-Cher et dans la région Centre-Val de Loire. Elle disparaît en janvier 2017 et la mise en effet de la nouvelle Communauté d'agglomération Territoires vendômois,,.

## Géographie

### Composition
Elle était composée des communes suivantes :
| Nom               | Code Insee | Gentilé      | Superficie (km2) | Population (dernière pop. légale) | Densité (hab./km2) |
| ----------------- | ---------- | ------------ | ---------------- | --------------------------------- | ------------------ |
| Naveil (siège)    | 41158      | Naveillois   | 13,28            | 2 253 (2014)                      | 170                |
| Areines           | 41003      | Areinais     | 4,84             | 601 (2014)                        | 124                |
| Mazangé           | 41131      | Mazangéens   | 24,26            | 914 (2014)                        | 38                 |
| Meslay            | 41138      |              | 7,18             | 309 (2014)                        | 43                 |
| Rocé              | 41190      | Rocéens      | 10,27            | 222 (2014)                        | 22                 |
| Sainte-Anne       | 41200      | Saintannois  | 5,13             | 416 (2014)                        | 81                 |
| Villerable        | 41287      | Villerablais | 16,81            | 534 (2014)                        | 32                 |
| Villetrun         | 41291      | Villetrunois | 6,83             | 319 (2014)                        | 47                 |
| Villiersfaux      | 41293      |              | 7,22             | 264 (2014)                        | 37                 |
| Villiers-sur-Loir | 41294      | Villiersois  | 9,96             | 1 140 (2014)                      | 114                |

## Démographie
La communauté de communes du Vendômois rural comptait 4 929 habitants (population légale INSEE) au 1er janvier 2007. La densité de population est de 62,6 hab./km2.

### Évolution démographique
| 1968  | 1975  | 1982  | 1990  | 1999  | 2007  | - | - | - |
| ----- | ----- | ----- | ----- | ----- | ----- | - | - | - |
| 3 211 | 3 206 | 4 085 | 4 465 | 4 498 | 4 929 | - | - | - |

## Politique communautaire

### Représentation

#### Présidents de la communauté de communes
| Période | Période      | Identité       | Étiquette | Qualité |
| ------- | ------------ | -------------- | --------- | ------- |
|         | 2014         | Louis Fisseau  |           |         |
| 2014    | janvier 2017 | Michel biguier |           |         |

#### Conseil communautaire
- Directeur général : Laurent Pineda

### Identité visuelle
|  | Logo de la Communauté de Communes |

## Pour approfondir

### Sources
- Le Splaf
- La base Aspic